# Neopentileno fluorotiofosfato
Neopentileno fluorotiofosfato é um pesticida organofosfato formulado em C5H10FO2PS.